# Daniel Vušković
Daniel Vušković (Deventer, 5 gennaio 1981) è un ex calciatore croato, di ruolo difensore.

## Biografia
Nato nei Paesi Bassi durante la permanenza del padre Mario tra le file del Heerenveen, il suo nonno Marko, il padre Mario ed i suoi due figli Mario e Luka hanno indossato la maglia dell'Hajduk da calciatori.

## Carriera

### Club
Il 26 agosto 2001 esordì con l'Hajduk Spalato nel campionato croato subentrando nella trasferta contro il Marsonia. Con i Majstori s mora disputò solo tre partite ufficiali, tutte quante in campionato. 
Nel 2008 si trasferì nel Luč Vladivostok allora allenato da Zoran Vulić con cui ottenne una sola presenza in campionato.